# Carl Eduard Kraft
Carl Eduard Kraft (* 1795 in Halle (Saale); † 1880 in Wien) war ein österreichischer kaiserlich-königlich landesprivilegierter Mechaniker in Wien.

## Leben

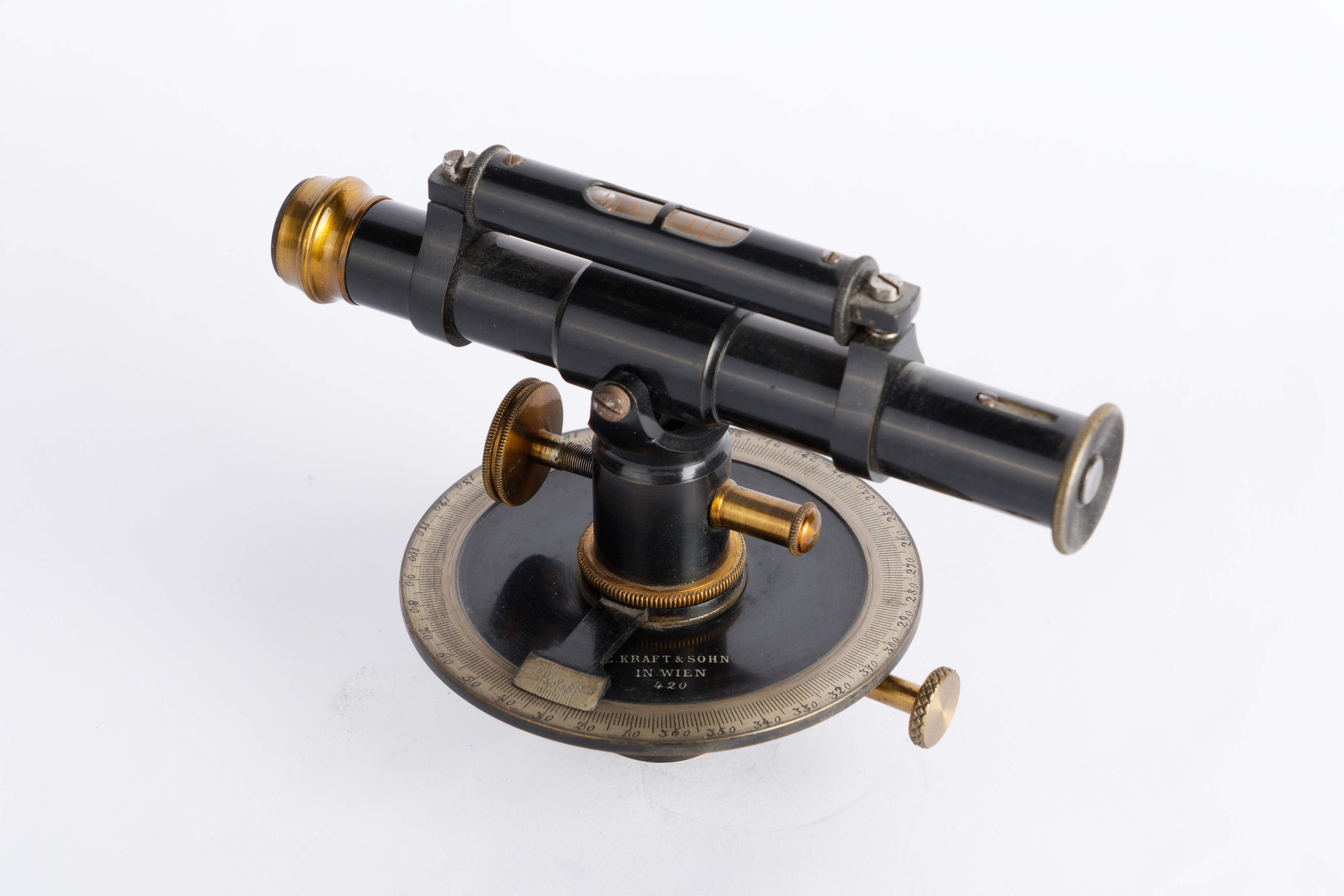
Nivellier E. Kraft & Sohn in Wien

Kraft eröffnete 1823 in Wien eine Werkstätte zur Herstellung von mathematischen und physikalischen Instrumenten sowie Apparaten und beschäftigte 1841 zwanzig Gehilfen, darunter auch 1852 bis 1854 Siegfried Marcus. 
Kraft gilt allgemein als der Schöpfer eines brauchbaren Feldmesstisches. E. Kraft & Sohn lieferten Vermessungsinstrumente zum Bau der österreichischen Eisenbahnen und an Alois Negrelli von Moldelbe zur Projektierung des Suezkanals (um 1856).
Er war beauftragt mit der Entwicklung einer Windbüchsenpumpmaschine, die, wie man später harausfand, auch dazu verwendet werden konnte, Gase zu verflüssigen. Ein nach dem Prinzip Robinsons konstruiertes Anemometer befand sich seit Ende Juli 1865 an der kk Centralanstalt für Meteorologie in Verwendung. „Im abgebrannten Hause auf der Wieden“ bot er auch Augenspiegel an. Sie konstruierten auch das Tachymeter von Josef Stern. In den 1870er Jahren zog die Firma um in die Theresanumgasse 27, wo sie um die Jahrhundertwende noch bestand. Unter Mitarbeit von Moritz Ritter von Pichler (1847–1897) führten sie seit 1880 den Thompson-Indikator aus. 
Kraft wurde Schätzmeister und mit dem Goldenen Verdienstkreuz mit der Krone ausgezeichnet. 
Sein Sohn Friedrich Wilhelm (* 1825 in Wien) trat in die väterliche Firma ein und vertrat 1869 den Niederösterreichischen Gewerbeverein bei der Eröffnung des Suezkanals.